# Reicheadella
Reicheadella is een geslacht van kevers uit de familie van de loopkevers (Carabidae). De wetenschappelijke naam van het geslacht is voor het eerst geldig gepubliceerd in 1913 door Reitter.

## Soorten
Het geslacht Reicheadella omvat de volgende soorten:
- Reicheadella aetolica Giachino & Vailati, 2004
- Reicheadella bischoffi (Meschnigg, 1933)
- Reicheadella cephalonica (Winkler, 1911)
- Reicheadella corcyrea (Reitter, 1884)
- Reicheadella imathiae Casale; Giachino; Jalzic & Vailati, 1998
- Reicheadella lakotai (Magrini & Bulirsch, 2005)
- Reicheadella smetanai Bulirsch & Gueorguiev, 2008
- Reicheadella xanthina Casale; Giachino; Jalzic & Vailati, 1998
- Reicheadella zoufali (Reitter, 1913)